# Balanus nubilus
Balanus nubilus är en kräftdjursart som beskrevs av Darwin 1854. Balanus nubilus ingår i släktet Balanus och familjen havstulpaner. Inga underarter finns listade i Catalogue of Life.

## Bildgalleri

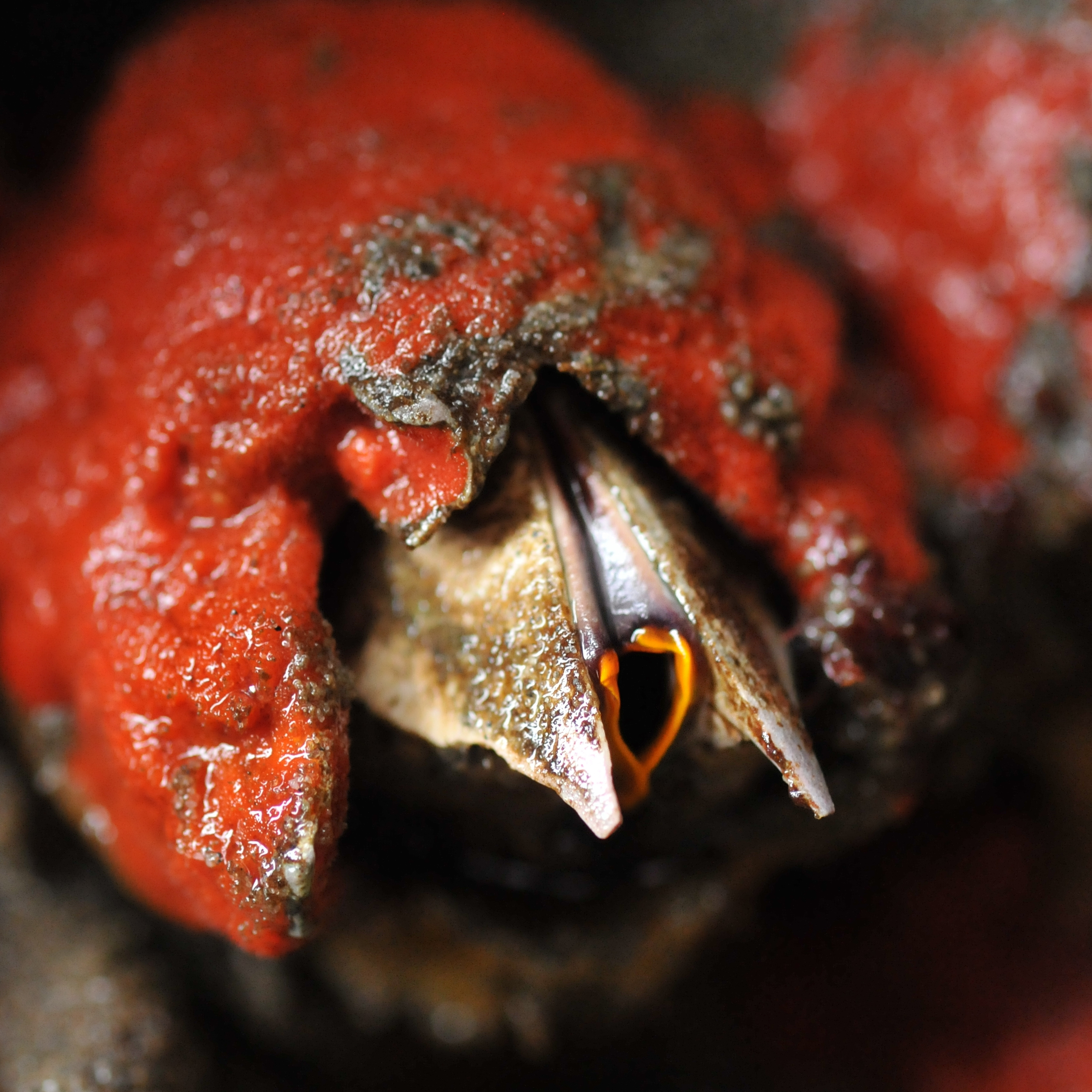